# NGC 5703
NGC 5703 је спирална галаксија у сазвежђу Волар која се налази на NGC листи објеката дубоког неба.
Деклинација објекта је + 30° 26' 33" а ректасцензија 14h 38m 50,2s. Привидна величина (магнитуда) објекта NGC 5703 износи 13,6 а фотографска магнитуда 14,5. NGC 5703 је још познат и под ознакама NGC 5709, UGC 9435, MCG 5-35-3, CGCG 164-6, IRAS 14366+3039, PGC 52343.